# Vörös-vörös-zöld koalíció
A vörös-vörös-zöld koalíció vagy vörös-zöld-vörös koalíció két vörös színnel jelölt – azaz szociáldemokrata, vagy demokratikus szocialista, vagy kommunista – és egy zöld párt szövetsége.

## Németországban
Németországban a Szociáldemokrata Párt (SPD) sok politikusa elutasítja a szövetségkötést a keletnémet kommunista párt utódpártjával, a Baloldali Párttal (Die Linke). A 2014-es türingiai tartományi választás után azonban helyben vörös-vörös-zöld koalíció alakult az SPD, a Baloldali Párt és a Zöldek részvételével. Az első SPD-vezetésű vörös-vörös-zöld koalíció a 2016-os berlini tartományi választás után alakult.

## Fordítás
Ez a szócikk részben vagy egészben  a   Red–red–green coalition című angol Wikipédia-szócikk ezen változatának fordításán alapul.  Az eredeti cikk szerkesztőit annak laptörténete sorolja fel. Ez a jelzés csupán a megfogalmazás eredetét és a szerzői jogokat jelzi, nem szolgál a cikkben szereplő információk forrásmegjelöléseként.